# Парламент Словенії
Парламент Словенії (словен. Državni zbor Republike Slovenije) — вищий представницький і законодавчий орган Словенії.
Створений 1992 року на основі Конституції Словенії 1991 року. Є однопалатним парламентом. Складається з 90 депутатів, що обираються строком на чотири роки на основі загального, рівного, прямого виборчого права при таємному голосуванні. Конституція закріплює обов'язкове представництво італійської та угорської національних меншин (по одному депутатові).
Парламент розміщується в палаці на площі Республіки в центрі столиці Словенії міста Любляна. Палац побудований в 1954—1959 роках словенським архітектором Вінко Гланцом (1902—1977).